# Carl Gustaf Dahlerus

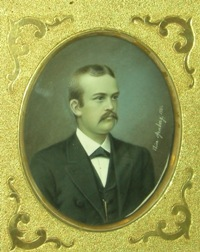
Carl Gustaf Dahlerus, (konstnär Elise Arnberg).

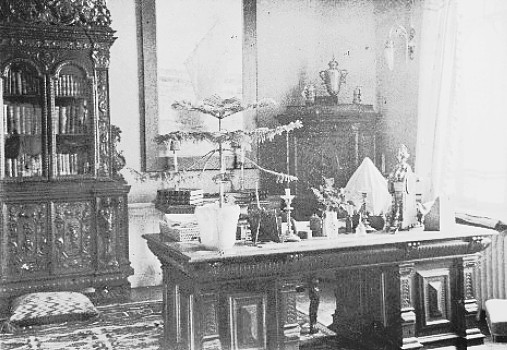
Carl Gustaf Dahlerus kontor ca. 1900

Carl Gustaf Dahlerus, född 7 februari 1857 i Stockholm, död 18 maj 1910, var en svensk bergsingenjör.

## Biografi
Dahlerus var son till lärftskramhandlaren Carl Edvard Dahlerus och Louise Charlotta Hedman, och var sedan 1895 gift med friherrinnan Ingeborg Augusta (Hedda) Stiernstedt.
Carl Gustaf Dahlerus utexaminerades som bergsingenjör vid Kungliga Tekniska Högskolan 1877. Efter studierna biträdde han dåvarande lektorn vid Tekniska Högskolan Anders R. Åkerman vid ordnandet av Sveriges metallurgiska utställning i ”Parisexpositionen” 1878. Han var därefter under cirka fyra år biträdande laborant till professor Victor Eggertz vid Tekniska Högskolan i dennes försök att få fram förbättrade provningsmetoder inom bergskemin.

### Verksamheten på Lidingö
År 1889 köpte C G Dahlerus Islinge gård. Året därpå anlade Islinge Kolförädlingsverk vid Islingeviken. I verket brändes kolstybb till koks i trettio stora ugnar. Koksen såldes som gjut-, smides- och kaminkoks. Efter några år utvidgades verksamheten med ett destillationsverk för brännoljor vars slutprodukt blev bensin.
Å 1905 bildade han Islinge Villasamhälle och var samma år en av stiftarna av Lidingö Trafik AB där han 1905–1907 var verkställande direktör och 1907-1909 kassadirektör. 1909 till sin död 1910 var han verkställande direktör för AB Kolm.
Dahlerus är begravd på Lidingö församlings kyrkogård.